# Stenoptilodes
Stenoptilodes là một chi bướm đêm thuộc họ Pterophoridae.

## Các loài
- Stenoptilodes antirrhina
- Stenoptilodes agricultura
- Stenoptilodes altiaustralis
- Stenoptilodes brevipennis
- Stenoptilodes debbiei
- Stenoptilodes duckworthi
- Stenoptilodes gielisi
- Stenoptilodes gilvicolor
- Stenoptilodes heppneri
- Stenoptilodes huanacoicus
- Stenoptilodes hypsipora
- Stenoptilodes juanfernandicus
- Stenoptilodes limaicus
- Stenoptilodes littoralis
- Stenoptilodes maculatus
- Stenoptilodes medius
- Stenoptilodes posticus
- Stenoptilodes sematodactyla
- Stenoptilodes sordipennis
- Stenoptilodes stigmatica
- Stenoptilodes taprobanes
- Stenoptilodes thrasydoxa
- Stenoptilodes umbrigeralis